# 해리 모건
해리 모건(Harry Morgan, 1915년 4월 10일 ~ 2011년 12월 7일)은 미국의 배우이다.

## 출연 작품
- 솔로몬 가족은 외계인 (1996)
- 숨겨진 비밀 (1994)
- 메모리스 오브 M*A*S*H (1991)
- 14 고잉 온 30 (1988)
- 드라그넷 (1987)
- 잊을 수 없는 죽음 (1983)
- 공룡아 불을 뿜어라 (1982)
- 현상범 사냥꾼 (1981)
- 서부 007 와일드 웨스트 (1980)
- 뿌리 - 그 다음 세대 (1979)
- 의문의 호출 (1979)
- 애플 덤플링 갱 2 (1979)
- 우주에서 온 고양이 (1978)
- 사랑의 유람선 (1977)
- 마지막 총잡이 (1976)
- 애플 덤플링 갱 (1975)
- 찰리와 천사 (1973)
- 매쉬 - 시리즈 (1972)
- 설원 특급 (1972)
- 맨발의 경영자 (1971)
- 라티고 (1971)
- 비바 맥스 (1969)
- 사건비화 (1967)
- 마지막 선택 (1967)
- 아빠, 전쟁에서 무슨 일이? (1966)
- 프랭키와 자니 (1966)
- 서부 개척사 (1962)
- 더 마운틴 로드 (1960)
- 시머론 (1960)
- 서부의 파라딘 (1957)
- 먼지 속의 별 (1956)
- 8월 달의 찻집 (1956)
- 딜론 보안관 (1955)
- 전략 공군 사령부 (1955)
- 어바웃 미스터 레슬리 (1954)
- 머나먼 서부 (1954)
- 글렌 밀러 스토리 (1954)
- 어리너 (1953)
- 에어 코만도 (1953)
- 토치 송 (1953)
- 빅 짐 맥레인 (1952)
- 마이 식스 컨빅츠 (1952)
- 왓 프라이스 글로리 (1952)
- 분노의 강 (1952)
- 하이 눈 (1952)
- 웰 (1951)
- 푸른 면사포 (1951)
- 홀리데이 어페어 (1949)
- 더 뷰티풀 브론드 프럼 배쉬풀 벤드 (1949)
- 다운 투 더 씨 인 쉽스 (1949)
- 마담 보바리 (1949)
- 빅 클락 (1948)
- 문라이징 (1948)
- 황색 하늘 (1948)
- 썸웨어 인 더 나잇 (1946)
- 드래곤윅 (1946)
- 벨 포 아다노 (1945)
- 어느 박람회장에서 생긴 일 (1945)
- 윙 앤 프레어 (1944)
- 크래쉬 다이브 (1943)
- 옥스보우 인서던트 (1943)
- 리비아 상륙작전 (1942)
- 오케스트라 와이브즈 (1942)